# Klokočské skály
Klokočské skály jsou přírodní rezervace v Jičínské pahorkatině, západně od obce Klokočí v okrese Semily v Libereckém kraji. Oblast spravuje Agentura ochrany přírody a krajiny ČR – regionální pracoviště Liberecko. Přírodní rezervace leží na území chráněné krajinné oblasti Český ráj a Geoparku Český ráj. Částečně se překrývá s evropsky významnou lokalitou Průlom Jizery u Rakous a patří do systému chráněných území Natura 2000. Důvodem ochrany je fenomén pískovcových skal charakteristický pro oblast Českého ráje a jako další skalní města je území hojně turisticky využíváno.

## Lokalita
Přírodní rezervace leží severovýchodně od města Turnov v katastrálních územích obcí Bělá, Klokočí a Sekerkovy Loučky. Severně od rezervace se nachází lesnatá přírodní památka Podloučky, jižně vesnice Jivina s přilehlými loukami a západně Rohliny. Chráněné území se skládá se ze dvou skalních bloků (Betlémských a Klokočských skal) a mnoha údolí a roklin (např. Zelený důl). Mezi severní a jižní částí rezervace stojí osady Rozumov a Průchody. V jihovýchodní části skal se dochovala zřícenina hradu Rotštejn. V různých skalních roklích se vytvořily pseudokrasové jeskyně, které obsahují mimo zajímavé fauny také archeologické nálezy z doby bronzové.

## Historie
Podle archeologických nálezů bylo možné datovat první osídlení Klokočských skal do mladší a pozdní doby kamenné (6.–3. tisíciletí př. n. l.). Další osídlení je známé na základě nálezů keramických střepů z Postojny a Jislovy jeskyně, které pochází z mladší doby bronzové (12.–9. století př. n. l.).
První osada v Klokočí byla založena už v polovině 13. století. Ve stejné době byl postaven i hrad Rotštejn, tehdy známý pod názvem Rothenstein (Červený kámen). Hrad byl ovšem roku 1426 vypálen husity a brzy poté úplně opuštěn. Nad hradem stávala ves Dřevolizy, která zanikla o něco později než samotný hrad kolem roku 1600. Souvislé porosty pralesů byly již v této době narušovány, ale druhová skladba se zatím nijak výrazně neměnila.
V 16. století se hojně spotřebovávalo dřevo pro skelnou huť v nedaleké Malé Skále. Od 17. století se na území rezervace zavádí sadba modřínů a od druhé poloviny 19. století i dalších cizích dřevin, mezi nimi i invazivní borovice vejmutovky (Pinus strobus). Od té doby začaly na lokalitě převládat smrkové a borovicové monokultury.
Přírodní rezervace Klokočské skály byla vyhlášena chráněným územím 13. června 1985 okresním národním výborem v Semilech. Celá okolní oblast byla připojena k chráněné krajinné oblasti Český ráj 5. prosince 2002, kdy se rozšířilo stávající území chráněné oblasti z původních 92 km² na dnešních 181,5 km².

## Přírodní podmínky

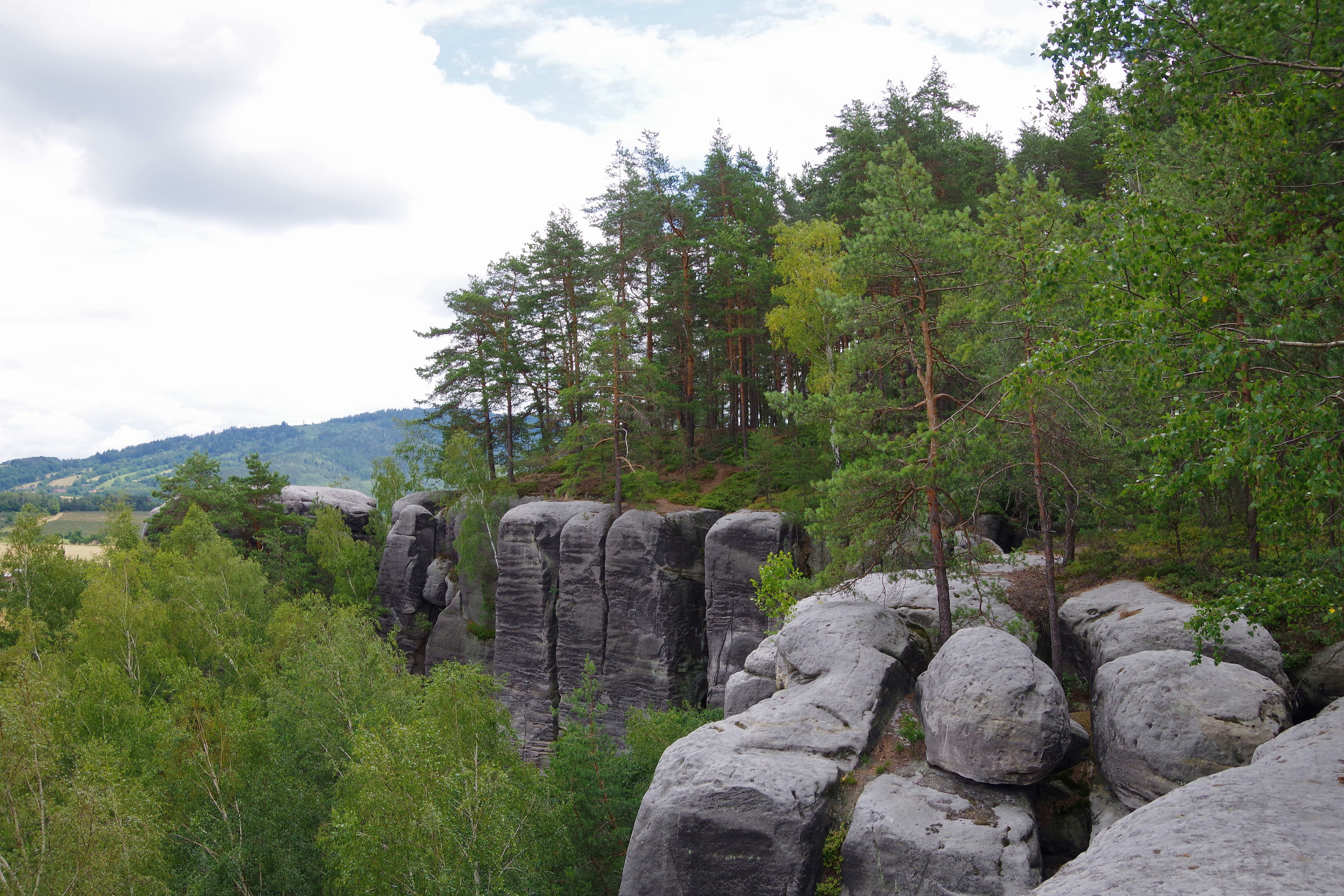
Pohled z okraje kuesty

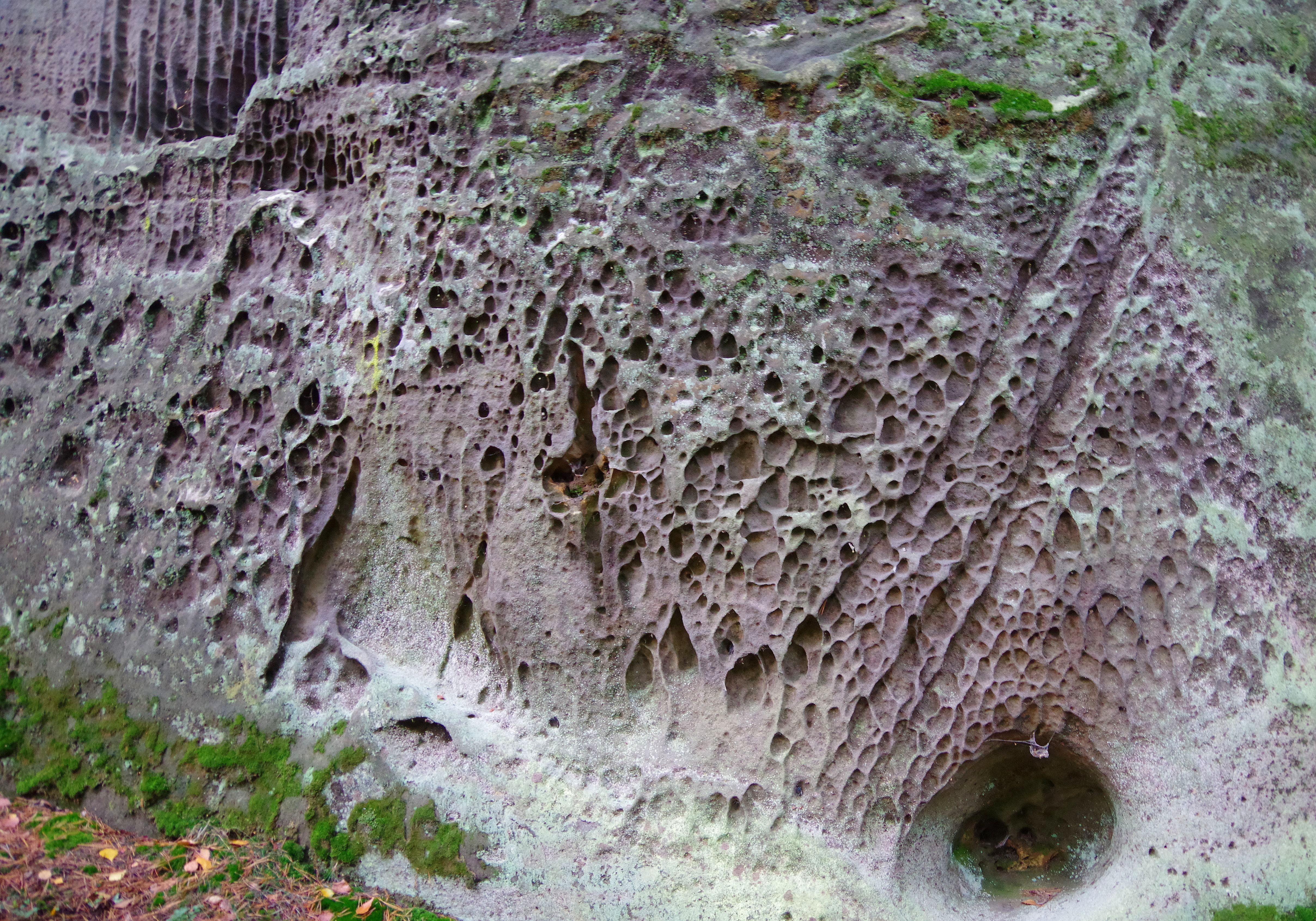
Voštiny

### Geologie
Rozsáhlé skalní město je tvořeno dvěma na sebe navazujícími částmi, Betlémskými skalami na severu a vlastními Klokočskými skalami na východě a jihu. V severovýchodní části nad obcí Klokočí je část stěny v čele kuesty obnažena. Zde se vyčleňuje několik skalních věží. Samotná skála je tvořena druhohorními kvádrovými pískovci teplického souvrství, pocházejících ze svrchního turonu o stáří 90 milionů let.
Na lokalitě se nachází mnoho zajímavých geologických jevů. Zvětráváním méně odolných částí hornin a dalšími geomorfologickými procesy zde vznikly různé jeskyně, brány, tunely, hřiby a věže. Tyto jevy se nazývají makroformy a mezoformy v závislosti na své velikosti. Vyskytují se tu také mikroformy, mezi ně se řadí žlábkové škrapy, železité inkrustace a voštiny. Pro množství a variabilitu těchto útvarů lze Klokočskou kuestu nazvat „geomorfologickou učebnicí“. Ojediněle lze narazit i na fosilizovanou faunu ze svrchnoturonského moře tvořenou převážně stopami po činnosti různých organismů a schránkami mlžů rodu Inoceramus.
Pseudokrasových jeskyní je na území rezervace celkem tři sta. Nacházejí se tu všechny základní typy: vrstevní, puklinové, rozsedlinové, suťové a jeskynní výklenky. Jedinou přístupnou jeskyní v rezervaci, i v celém Českém ráji, je Postojna, která leží přímo na žluté turistické cestě. Jedná se také o nejrozlehlejší jeskyni Českého ráje.

### Pedologie a hydrologie
Mezi půdami převažují lehké, písčité až hlinitopísčité na sprašových. V reliktních borech jsou půdy mělké a chudé, vyskytují se tam hlavně litozemě a arenické podzoly. Na sutích a skalách jsou nejčastější arenické regozemě a podzolové rankery. Na méně kamenitých a skalnatých místech se objevují arenické kambizemě. V nižších, vlhčích a více výživných polohách jsou nejvíce zastoupeny mezotrofní až eutrofní kambizemě modální, vzácně i pseudoglej a glej.
Rezervací neprotékají žádné významné toky. Skalnatá plošina v nejvyšších polohách je velmi suchá, na rozdíl od roklin a údolí, kde teče větší množství občasných i trvalých toků a dávají tím údolní flóře výrazný vlhkomilný charakter.

### Flóra

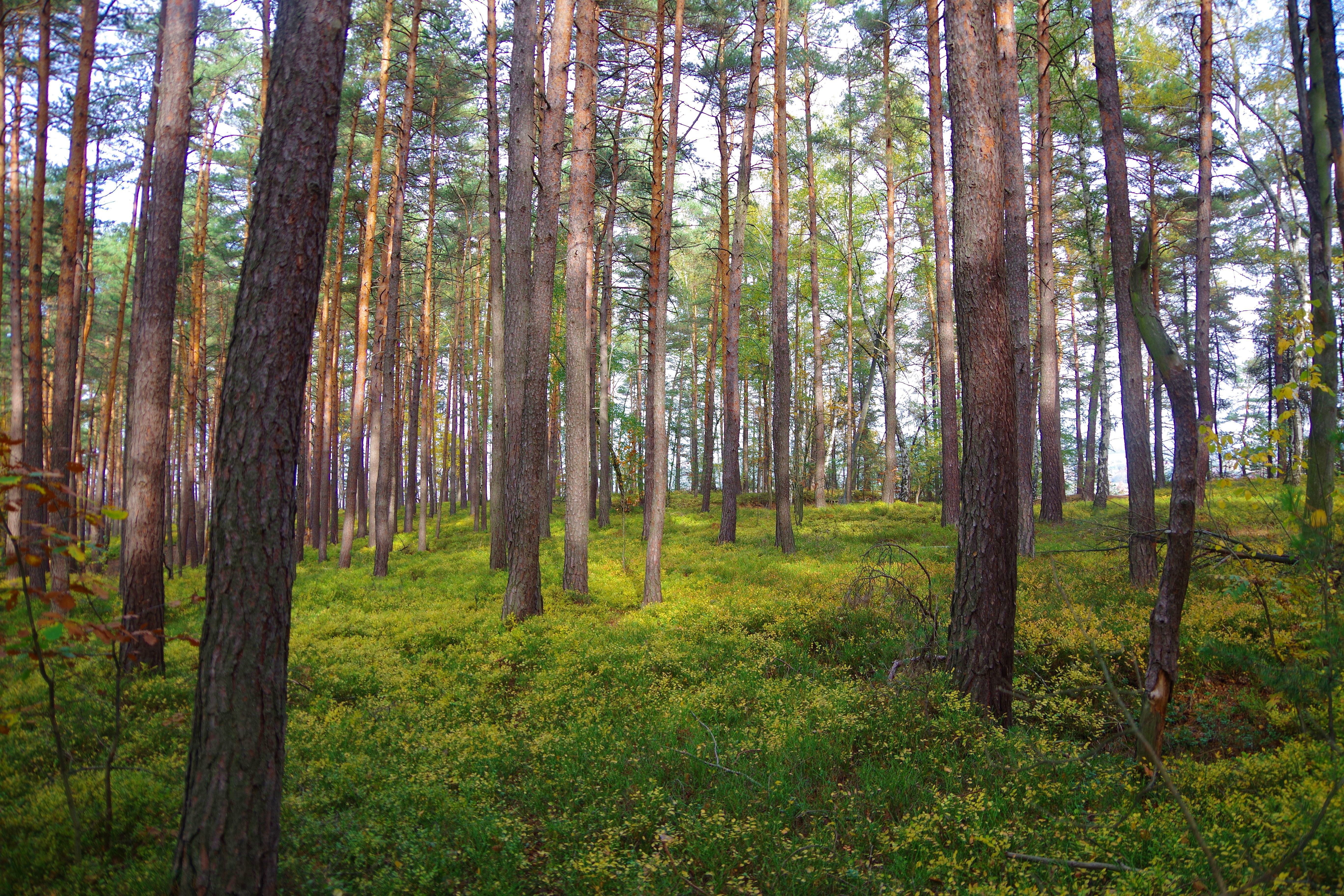
Reliktní bor

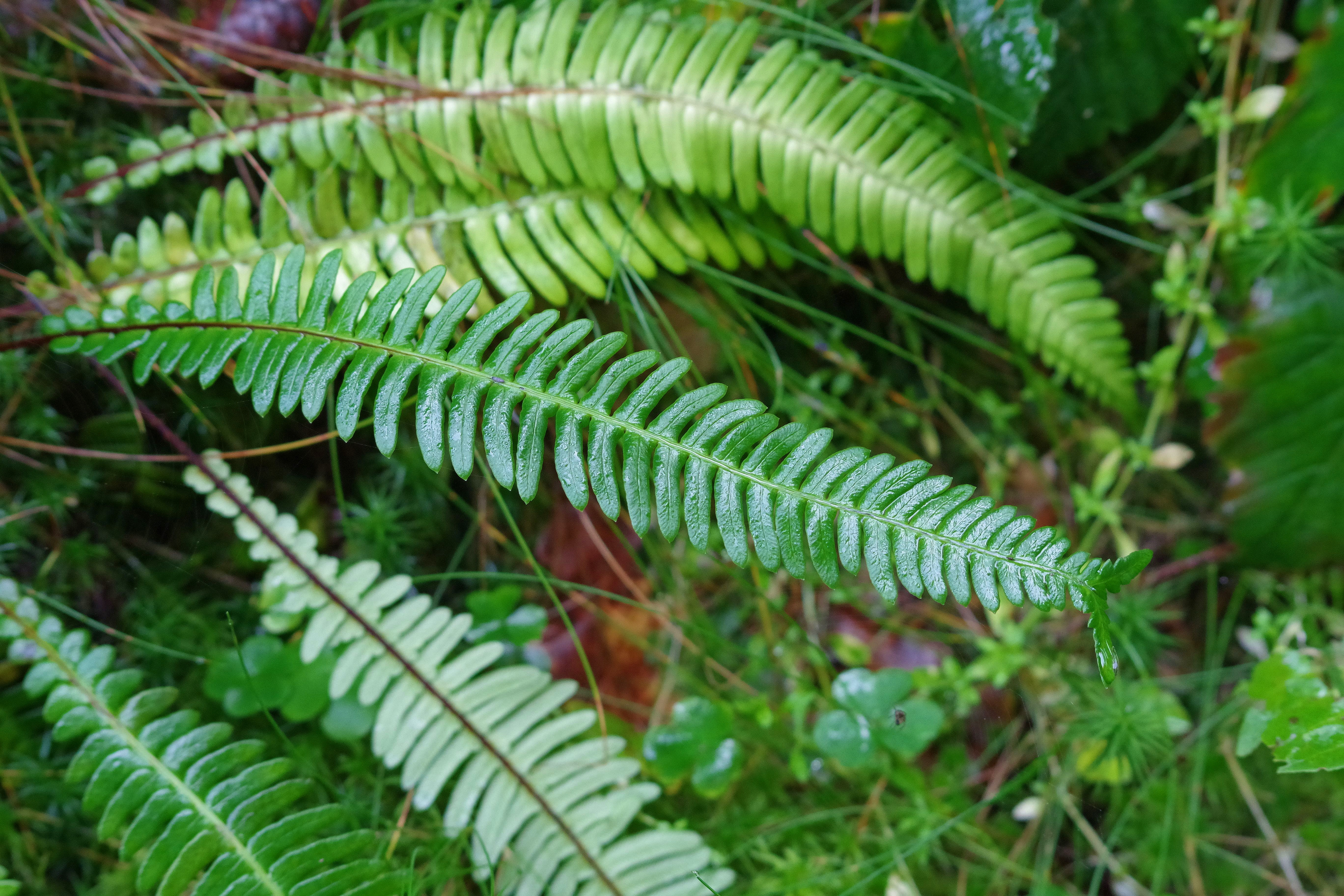
žebrovice různolistá (Blechnum spicant)

Květena ve vyšších polohách je kvůli suchému a kyselému prostředí poměrně chudá a jednotvárná. Reliktní bory na vrcholech obou skalních masivů jsou tvořeny monokulturami borovice lesní (Pinus sylvestris), místy doplněny břízou bělokorou (Betula pendula) a jeřábem ptačím (Sorbus aucuparia). Porůznu mohou bory na svazích přecházet v borové doubravy, kde se přidává dub letní (Quercus robur).
V bylinném patru je dominantní brusnice borůvka (Vaccinum myrtillus) a brusinka obecná (Vaccinum vitis-idaea). Místy vytváří souvislé porosty vřes obecný (Calluna vulgaris) a ve skalních blocích se vyskytuje osladič obecný (Polypodium vulgaris) a různé mechorosty. Trávy zastupuje metlička křivolaká (Avenella flexuosa).
Ve stinných a chladných roklích se vyskytuje úplně odlišná rostlinná skladba a botanicky je mnohem bohatší. Zelený důl patří se svou rozsáhlou rostlinnou biodiverzitou mezi jedny z nejdůležitějších lokalit v celém Českém ráji. Lesy tu jsou tvořeny střídajícími se smrčinami a bučinami. V dolní části převládá přirozeně rostoucí smrk ztepilý (Picea abies) a v horní naopak buk lesní (Fagus sylvatica).
Inverzní charakter roklin a údolí zde umožňuje výskyt chladnomilných a horských druhů rostlin. Mezi typické druhy tohoto typu prostředí se řadí sedmikvítek evropský (Trientalis europea), vranec jedlový (Huperzia selago) a čípek objímavý (Streptopus amplexifolius).
Nejvýznamnější rostlinou celých Klokočských skal je horská stálezelená kapradina žebrovice různolistá (Blechnum spicant) rostoucí na svazích podél potoka od Bukoviny až k jeskyni Postojna.

### Fauna
Fauna podobně jako flóra není moc bohatá. V borech lze najít různé druhy xylofágních brouků jako například krasce borového (Melanophila cyanea) nebo tesaříka borového (Spondylis buprestoides). Z motýlích druhů vázaných na zdejší chudou flóru to jsou šípověnka trnková (Orgyia antiqua) a žlutokřídlec kručinkový (Idaea aversata).

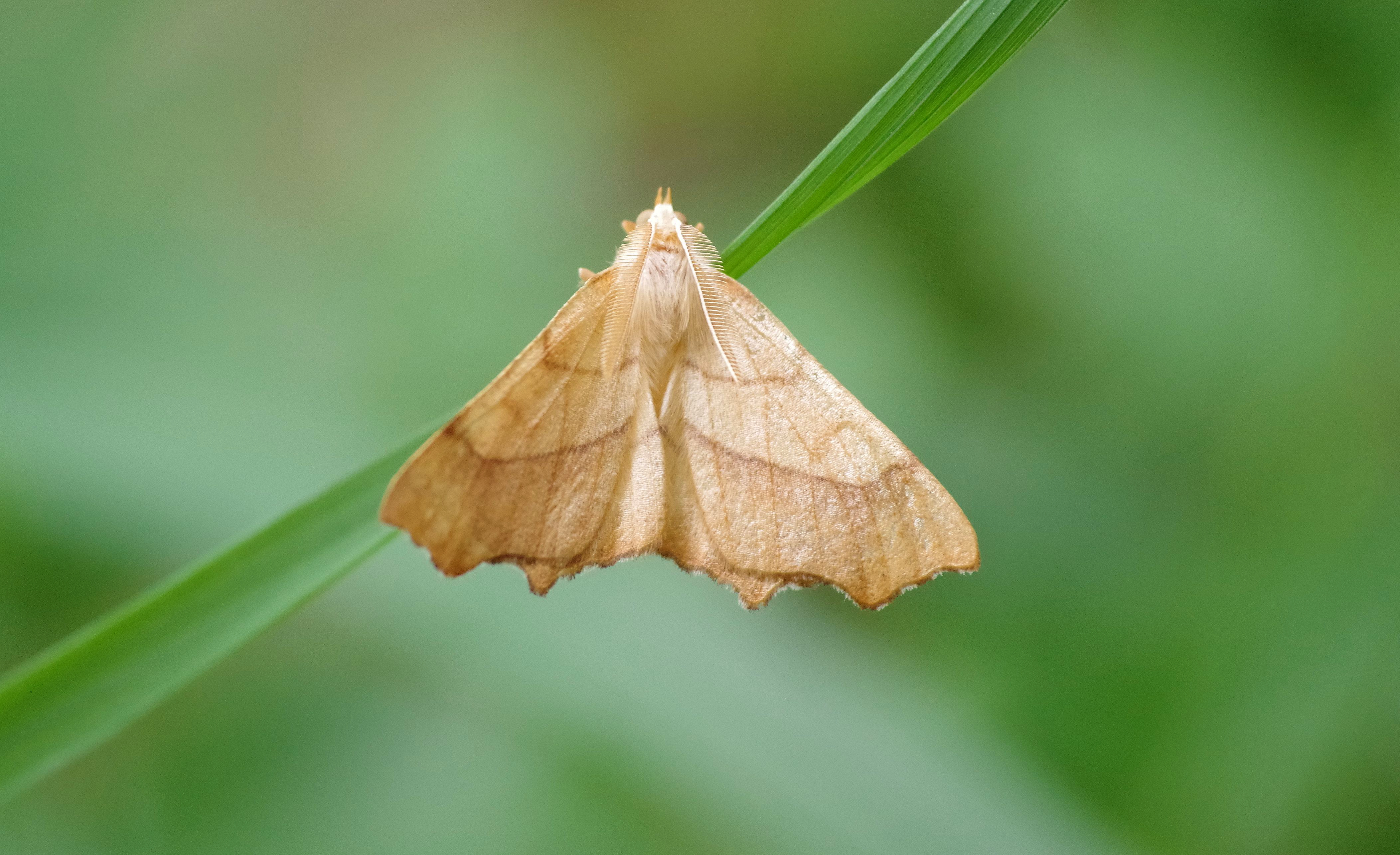
zejkovec dubový (Ennomos quercinaria)

Z hlediska biodiverzity jsou opět nejdůležitější inverzní údolí, kde se mohou vyskytovat chladnomilné a horské druhy brouků. Z typických druhů vázaných na stromové houby zde žije například trojáč (Triplax rufipes). Ve vlhkých a chladných údolích lze nalézt významného nočního motýla přástevníka hluchavkového (Callimorpha dominula) a v kyselých bučinách zejkovce dubového (Ennomos quercinaria).
Při okrajích rezervace je možné narazit na perleťovce stříbropáska (Argynnis paphia) nebo ohroženou majku svraštělou (Meloe rugosus).
Různé dutiny a otvory ve skalních okrajích využívá k hnízdění několik druhů ptáků, mezi nimi například výr velký (Bubo bubo), krkavec velký (Corvus corax), poštolka obecná (Falco tinnunculus) a kavka obecná (Corvus monedula). Zřícenina hradu Rotštejn a jeskyně nacházející se v údolích poskytují úkryt mnoha druhům netopýrů, z nichž nejvýznačnější je vrápenec malý (Rhinolophus hipposideros).

## Ochrana

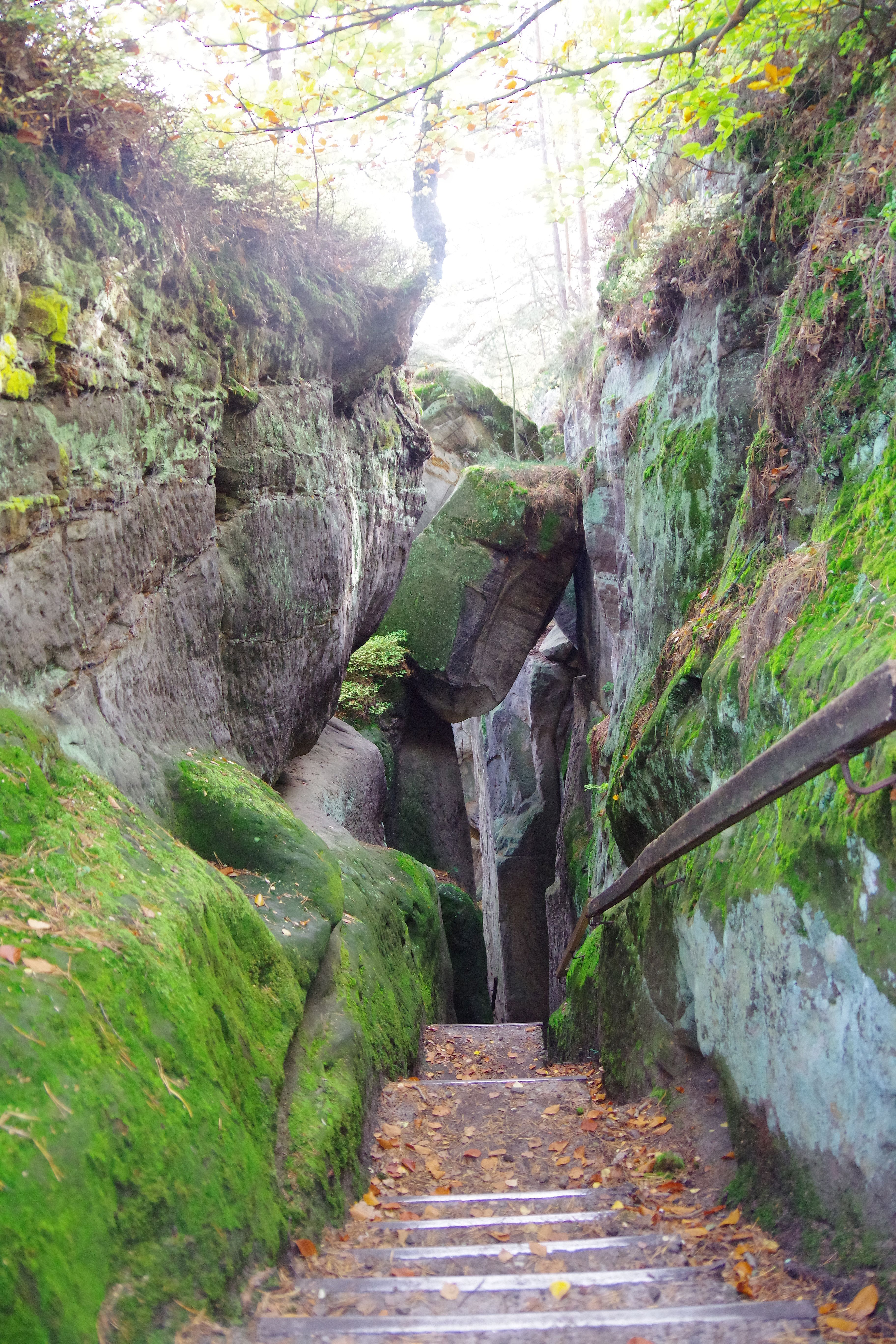
Klokočské průchody

Předmětem ochrany jsou mimořádně dobře vyvinuté pískovcové skalní útvary z druhohor, pozůstatky reliktního boru (borovicové porosty rostoucí na vrcholcích skalních měst) a lesní ekosystémy skal a roklí. Chráněny jsou také všechny ohrožené živočišné a rostlinné druhy.
Původní les se svojí skladbou liší od toho současného. Zastoupení buků a dubů je menší oproti přirozenému stavu, a naopak rozšíření smrků je mnohem větší, protože byl na lokalitě neúměrně vysazován.
Ohrožení ochrany představuje invazivní borovice vejmutovka (Pinus strobus), která vytlačuje původní borovici lesní (Pinus sylvestris) z jejího stanoviště a narušuje tak ekosystém reliktního boru. Z okolí se do rezervace šíří další nepůvodní druhy rostlin.
Vrcholné části skal jsou také výrazně ohroženy působením turistů. Převážně sešlapáváním a ježděním cyklistů, ale také škrábáním nápisů do holých skal se výrazně urychluje zvětrávání a napomáhá splachování tenké vrstvy humusu. Tyto vlivy jsou nejvíce patrné v okolí Rotštejna a Klokočských průchodů.
Pro zredukování těchto vlivů je potřeba omezit cykloturistiku a pohybovat se na vyznačených cestách. Porosty borovice vejmutovky se musí prořezávat a zamezovat tak jejímu šíření po území rezervace.

## Turistika

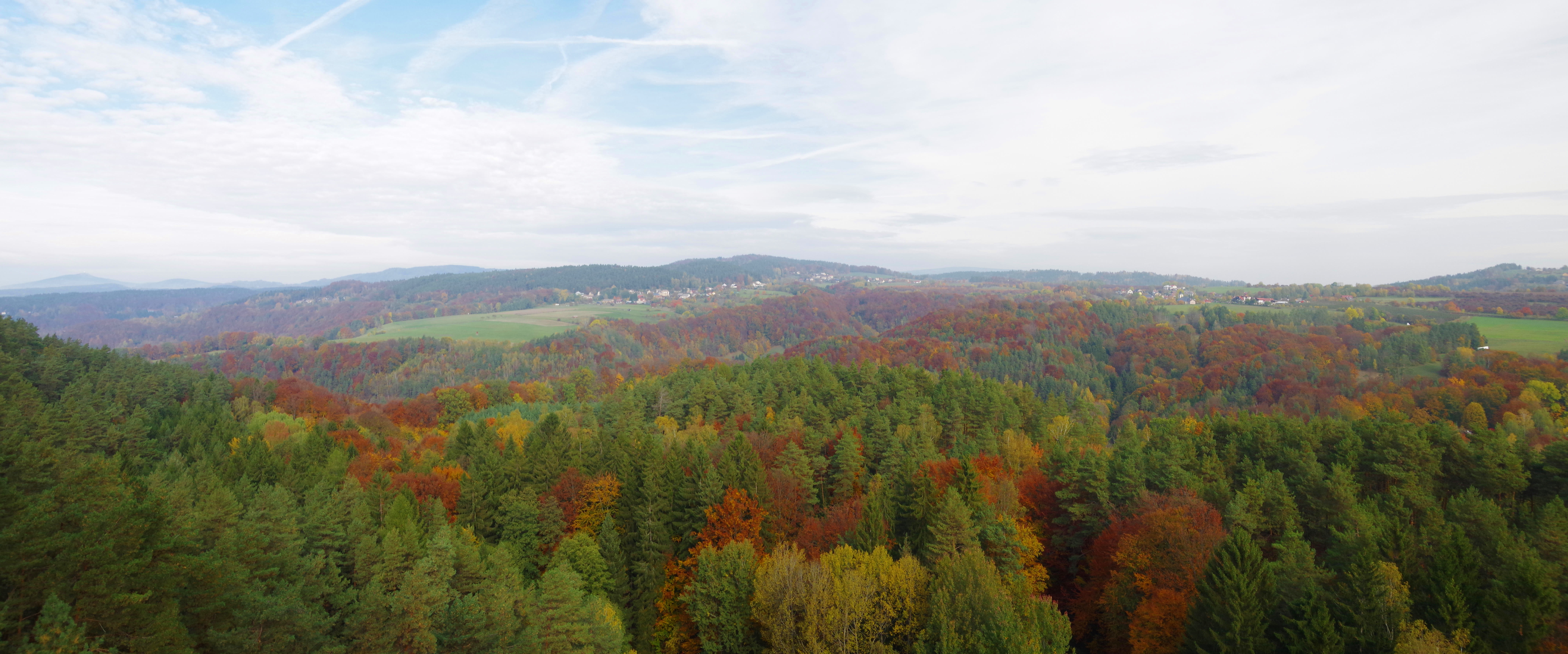
Výhled z Betlémských skal

Klokočskými skalami vedou dvě turistické trasy. Červeně značená, která pokrývá severní část rezervace, a žlutá v části jižní. Červená vstupuje do přírodní rezervace v Záholicích a končí v Klokočských průchodech. Podstatná část trasy vede po hraně kuesty s výhledy do krajiny. Za zmínku stojí například Zdenčina vyhlídka v severozápadní části rezervace. V Klokočských průchodech se kříží se žlutě značenou turistickou trasou, která vede z Bukoviny Zeleným dolem kolem jeskyně Postojny a opět po hraně kuesty až ke zřícenině Rotštejna.